# Hofstetten (Baden)
Hofstetten (Baden) es un municipio en el distrito de Ortenau en Baden-Wurtemberg, Alemania, aproximadamente 20 km al sur de Offenburg.

## Geografía
Está ubicado en el valle del río Kinzig en la Selva Negra Meridional a la altura de 250 a 726 m. El municipio tiene un área de 1.815 ha y una población de unos 1.700 habitantes.